# Kieran Tierney
Kieran Tierney   (Douglas, 5 de juny de 1997) és un futbolista professional escocès que juga com a lateral esquerre pel Celtic FC i per l'equip nacional escocès.